# Saint-Coutant, Charente
 Saint-Coutant  là một xã của tỉnh Charente, thuộc vùng Nouvelle-Aquitaine, tây nam nước Pháp.